# Pouébo
Pouébo es una comuna de la Provincia Norte de Nueva Caledonia, un territorio de ultramar de Francia en el océano Pacífico.